# Barbara Crampton
Barbara Crampton (Levittown, 27 dicembre 1958) è un'attrice statunitense.

## Carriera
È nota al pubblico soprattutto per alcuni ruoli televisivi, come quello di Leanne Love in Febbre d'amore (The Young and the Restless, 1987-1993), ruolo per il quale ha vinto il Soap Opera Digest Awards, quello di Mindy Lewis nella soap opera Sentieri (Guiding Light, 1993-1995) e quello di Maggie Forrester Warwick in Beautiful (The Bold and the Beautiful, 1995-1998).
In campo cinematografico, ha esordito nel film di Brian De Palma del 1984 Omicidio a luci rosse (Body Double) e ha lavorato, inoltre e principalmente, nell'horror Re-Animator (1985), in From Beyond - Terrore dall'ignoto (1986) e in numerosi altri film.

## Vita privata
Per quanto riguarda la vita privata, è sposata dal 2000 con Robert Bleckman. In precedenza era stata sposata con il direttore della fotografia David Boyd dal 1988 al 1990.

## Filmografia

### Cinema
- Omicidio a luci rosse (Body Double), regia di Brian De Palma (1984)
- Dal college con furore (Fraternity Vacation), regia di James Frawley (1985)
- Re-Animator, regia di Stuart Gordon (1985)
- Supermarket horror (Chopping Mall), regia di Jim Wynorski (1986)
- From Beyond - Terrore dall'ignoto (From Beyond), regia di Stuart Gordon (1986)
- Rapimento (Kidnapped), regia di Howard Avedis (1987)
- Pulse Pounders, regia di Charles Band (1988)
- Puppet Master - Il burattinaio (Puppet Master), regia di David Schmoeller (1989)
- Trancers II: The Return of Jack Deth, regia di Charles Band (1991)
- Guerre di robot (Robot Wars), regia di Albert Band (1993)
- Castle Freak, regia di Stuart Gordon (1995)
- Space Truckers, regia di Stuart Gordon (1996)
- The Godson, regia di Bob Hoge (1998)
- Cold Harvest, regia di Isaac Florentine (1999)
- Learning to Surf, regia di R. J. Thomas (2000)
- Vendetta di mezzanotte (Thy Neighbor's Wife), regia di Jim Wynorski (2001)
- Giovani vampire (The Sisterhood), regia di David DeCoteau (2004)
- Read You Like a Book, regia di Robert N. Zagone (2006)
- Never Enough: Sex, Money and Parking Garages in San Francisco, regia di Dave Sawle (2008)
- You're Next, regia di Adam Wingard (2011)
- Le streghe di Salem (The Lords of Salem), regia di Rob Zombie (2012)
- The Cartridge Family, regia di William Rot – cortometraggio (2013)
- Paisley, regia di Matthew Olmon – cortometraggio (2013)
- The Last Survivors, regia di Tom Hammock (2014)
- La casa dell'orrore (We Are Still Here) , regia di Ted Geoghegan (2015)
- Sun Choke, regia di Ben Cresciman (2015)
- Grim Grinning Ghost, episodio di Tales of Halloween, regia di Axelle Carolyn (2015)
- Road Games, regia di Abner Pastoll (2015)
- Little Sister, regia di Zach Clark (2016)
- Beyond the Gates, regia di Jackson Stewart (2016)
- Day of Reckoning, regia di Joel Novoa (2016)
- Replace, regia di Norbert Keil (2017)
- Death House, regia di B. Harrison Smith (2017)
- Dead Night, regia di Brad Baruh (2017)
- House Mother, regia di Andrew Bowser – cortometraggio (2017)
- Puppet Master: The Littlest Reich, regia di Sonny Laguna e Tommy Wiklund (2018)
- Reborn, regia di Julian Richards (2018)
- Stay Out Stay Alive, regia di Dean Yurke (2019)
- A Christmas Miracle, episodio di Deathcember, regia di Vivienne Vaughn (2019)
- Run Hide Fight - Sotto assedio (Run Hide Fight), regia di Kyle Rankin (2020)
- Stay Home, regia di Chris Heck e Gabrielle Stone – cortometraggio (2020)
- Sacrifice, regia di Andy Collier e Tor Mian (2020)
- Jakob's Wife, regia di Travis Stevens (2021)
- King Knight, regia di Richard Bates Jr. (2021)
- Superhost, regia di Brandon Christensen (2021)
- Onyx the Fortuitous and the Talisman of Souls, regia di Andrew Bowser (2021)
- Suitable Flesh, regia di Joe Lynch (2023)
- Blackout, regia di Larry Fessenden (2023)
- The Last Stop in Yuma County, regia di Francis Galluppi (2023)

### Televisione
- Il tempo della nostra vita (Days of Our Lives) – soap opera, 83 puntate (1983-1984)
- Love Thy Neighbor, regia di Tony Bill – film TV (1984)
- Santa Barbara – serie TV, episodio 1x16 (1984)
- Rituals – soap opera, puntata 1x00 (1984)
- Hotel – serie TV, episodio 2x24 (1985)
- Il principe di Bel-Air (Prince of Bel Air), regia di Charles Braverman – film TV (1986)
- Ohara – serie TV, episodio 1x05 (1987)
- Febbre d'amore (The Young and the Resteless) – soap opera, 159 episodi (1987-2023)
- Civil Wars – serie TV, episodio 2x13 (1993)
- Sentieri (The Guiding Light) – soap opera, 38 puntate (1993-1995)
- Beautiful (The Bold and the Beautiful) – soap opera, 287 puntate (1995-1998)
- La tata (The Nanny) – serie TV, episodio 4x24 (1997)
- Cinque in famiglia (Party of Five) – serie TV, episodio 5x07 (1998)
- Spyder Games – serie TV, 5 episodi (2001)
- Temporale perfetto (Lightning: Fire from the Sky), regia di David Giancola – film TV (2001)
- Channel Zero – serie TV, episodi 4x01-4x02-4x03 (2018)
- Into the Dark – serie TV, episodio 1x10 (2019)
- Creepshow – serie TV, episodio 2x04 (2021)

## Doppiatrici italiane
- Alessandra Korompay in Re-Animator
- Giovanna Fragonese in From Beyond - Terrore dall'ignoto
- Melina Martello in Beautiful
- Francesca Guadagno in Febbre d'amore
- Daniela Fava in Sentieri